# Ophion
Ophion es un género de insecto de la familia Ichneumonidae.
Miden de 10 a 19 mm. Son de distribución holártica, hay 17 especies en el Neártico y 79 en el Paleártico. Habitan las copas de los árboles o arbustos. Las larvas generalmente se alimentan de orugas.
Posee antenas largas con 16 artejos, tiene ojos compuestos negros con un estigma en los bordes de las alas anteriores.
Como identificar esta especie
Para identificar esta especie se debe localizar la celda detrás de sus estigmas en esta celda la vena opuesta al estigma está acodada 

## Especies
- Ophion abbreviator
- Ophion adeus
- Ophion ainoicus
- Ophion albistylus
- Ophion albopictus
- Ophion algiricus
- Ophion andalusiacus
- Ophion annulatus
- Ophion areolaris
- Ophion areolatus
- Ophion arribai
- Ophion artemisiae
- Ophion ascus
- Ophion atlanticus
- Ophion bermudensis
- Ophion bicarinatus
- Ophion bilineatus
- Ophion bipictor
- Ophion brevicornis
- Ophion buchariensis
- Ophion cacaoi
- Ophion calliope
- Ophion capitatus
- Ophion caudatus
- Ophion cephalotes
- Ophion choaspese
- Ophion clio
- Ophion coloradensis
- Ophion contentious
- Ophion cortesi
- Ophion costatus
- Ophion crassicornis
- Ophion crassus
- Ophion cronus
- Ophion dentatus
- Ophion dispar
- Ophion elongatus
- Ophion epallidus
- Ophion erato
- Ophion eremita
- Ophion euterpe
- Ophion fabricator
- Ophion facetious
- Ophion fallax
- Ophion flavidus
- Ophion flavoorbitalis
- Ophion flavopictus
- Ophion fomentator
- Ophion forticornis
- Ophion frontalis
- Ophion frustrator
- Ophion fuscicollis
- Ophion fuscipennis
- Ophion fuscomaculatus
- Ophion gelus
- Ophion gerdius
- Ophion geyri
- Ophion gracilis
- Ophion guptai
- Ophion hexus
- Ophion hokkaidonis
- Ophion horus
- Ophion hyalinipennis
- Ophion idoneus
- Ophion internigrans
- Ophion intricatus
- Ophion inutilis
- Ophion kevoensis
- Ophion lagus
- Ophion limpidus
- Ophion lineator
- Ophion lituratus
- Ophion longaevus
- Ophion longiceps
- Ophion longigena
- Ophion loquacious
- Ophion luteus
- Ophion maai
- Ophion macilentus
- Ophion maculator
- Ophion magniceps
- Ophion mandibularis
- Ophion mastrus
- Ophion melpomene
- Ophion minutus
- Ophion mirsa
- Ophion mocsaryi
- Ophion neglectus
- Ophion nepus
- Ophion nigricans
- Ophion nigrovarius
- Ophion nikkonis
- Ophion obscuratus
- Ophion ocellaris
- Ophion oculatus
- Ophion okunii
- Ophion operator
- Ophion ostentatious
- Ophion pallens
- Ophion pallipes
- Ophion parvulus
- Ophion peregrinus
- Ophion perkinsi
- Ophion picocuba
- Ophion polyhymniae
- Ophion praecinctus
- Ophion pravinervis
- Ophion precious
- Ophion pseudocostatus
- Ophion pteridis
- Ophion pulcher
- Ophion punctatus
- Ophion rostralis
- Ophion rufoniger
- Ophion scutellaris
- Ophion scutellatus
- Ophion semipullatus
- Ophion sibiricus
- Ophion silus
- Ophion similis
- Ophion skorikovi
- Ophion slossonae
- Ophion sphinx
- Ophion subarcticus
- Ophion summimontis
- Ophion sumptious
- Ophion takaozanus
- Ophion telengai
- Ophion terpsichore
- Ophion thaliae
- Ophion tityri
- Ophion trimaculatus
- Ophion turcomanicus
- Ophion uraniae
- Ophion ventricosus
- Ophion virus
- Ophion wuestneii
- Ophion zerus